# Coordinateur de l'Union européenne pour la lutte contre le terrorisme
Le coordinateur de l'Union européenne pour la lutte contre le terrorisme est un haut fonctionnaire, placé sous l'autorité directe du Secrétaire général du Conseil, haut représentant pour la politique étrangère et de sécurité commune puis à la suite du traité de Lisbonne du Haut représentant pour la politique étrangère et de sécurité commune.

## Contexte
Dès 2002, le terrorisme apparaît comme une préoccupation sécuritaire européenne. Il fait, cette année-là, l'objet d'une décision-cadre publiée dans le Journal officiel des Communautés européennes.
Il a donné lieu à une déclaration des membres du Conseil européen lors d'une réunion informelle des chefs d'État ou de gouvernement à Bruxelles, le 12 février 2015. À la suite des attentats terroristes perpétrés à Paris le 13 novembre 2015, la France a demandé une assistance bilatérale des États membres en vertu de l'article 42, paragraphe 7.
Le 28 avril 2015, la Commission européenne a adopté le programme européen en matière de sécurité, dans lequel la lutte contre le terrorisme est jugée prioritaire.
Europol a par ailleurs émis l'idée de créer un centre européen de lutte contre le terrorisme. L'Europe dispose aussi d'une Journée européenne de commémoration des victimes du terrorisme.

## Fonction
Le coordinateur a en particulier pour rôle : 
- d'assurer la mise en œuvre de la stratégie de l'Union en matière de lutte contre le terrorisme : meilleure interaction entre les agences de l'UE, meilleure prévention du terrorisme en particulier par la lutte contre la radicalisation, préparation des unités de protection civile...
- de coordonner les différentes formations du Conseil compétentes : Conseil EcoFin (lutte contre le blanchiment), Conseil JAI (coopération policière et judiciaire) et Conseil affaires générales et relations extérieures (dimension internationale)[4].

| Identité           | Nationalité           | Période       | Période          |
| Identité           | Nationalité           | Début         | Fin              |
| ------------------ | --------------------- | ------------- | ---------------- |
| Gijs de Vries (en) | Néerlandais Américain | 2004          | 2007             |
| Gilles de Kerchove | Belge                 | 2007          | 1er octobre 2021 |
| Ilkka Salmi (d)    | Finlandais            | octobre 2021  | janvier 2024     |
| Bartjan Wegter (d) | Néerlandais           | 1er mars 2024 |                  |

## Sources

## Compléments